# Schloppsee
Der Schloppsee (Sloppersee) ist ein See auf der Insel Langeoog, Landkreis Wittmund, Niedersachsen.

## Beschreibung
Das bis zu 12 Meter tiefe Brackgewässer mit den Maßen 150 × 200 Meter befindet sich östlich des Inseldorfes, westlich der Große Schlopp (Groote Sloop) genannten Gegend, einer aus einem Dünendurchbruch bei der Weihnachtsflut im Jahre 1717 entstandenen Landschaftsstruktur.
Er bildete sich 1971 durch die Entnahme von Sandmassen für den Küstenschutz. Im See vorkommende Fischarten sind etwa die Scholle und der Aal.

## Bildergalerie

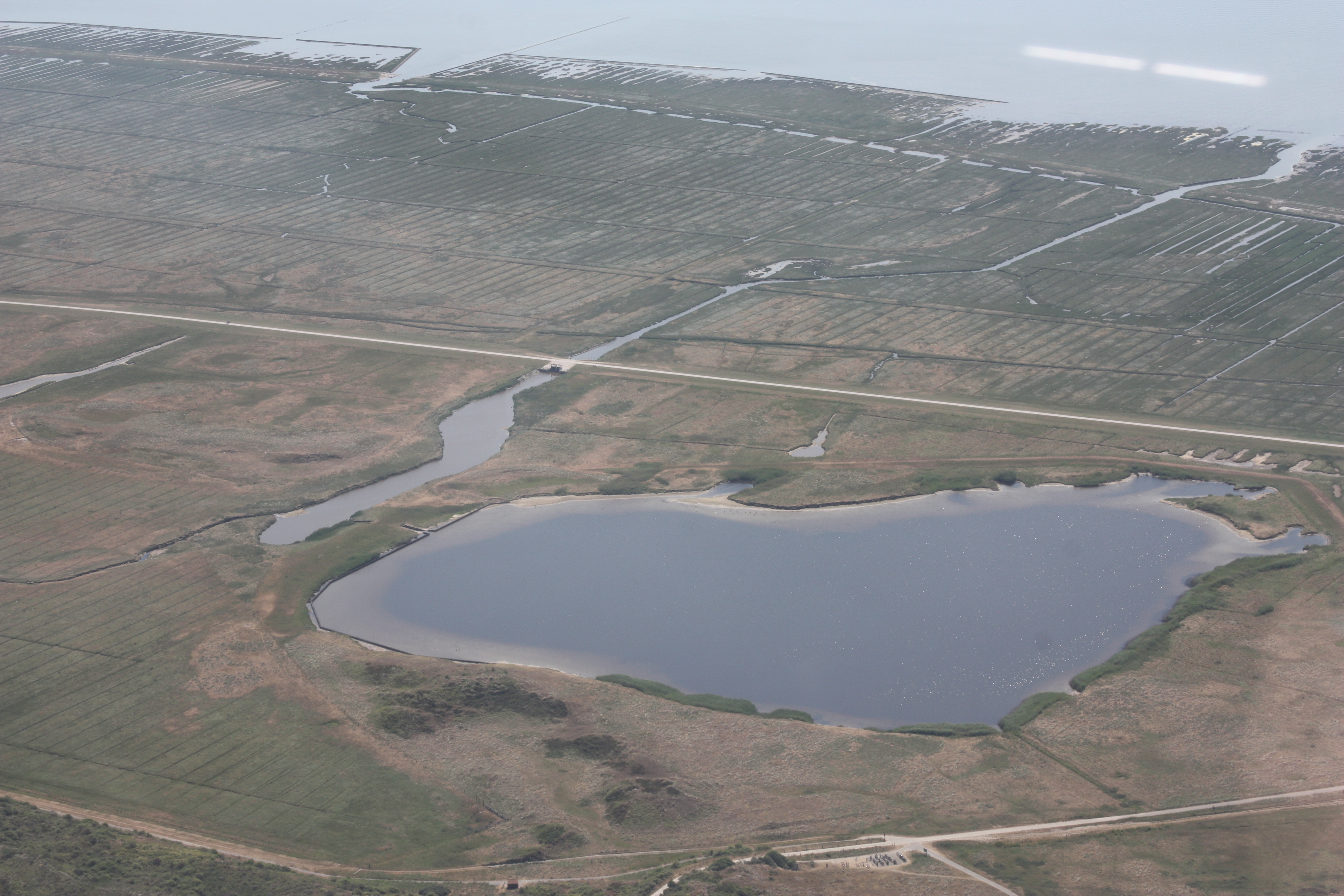
Luftbild, Juli 2010
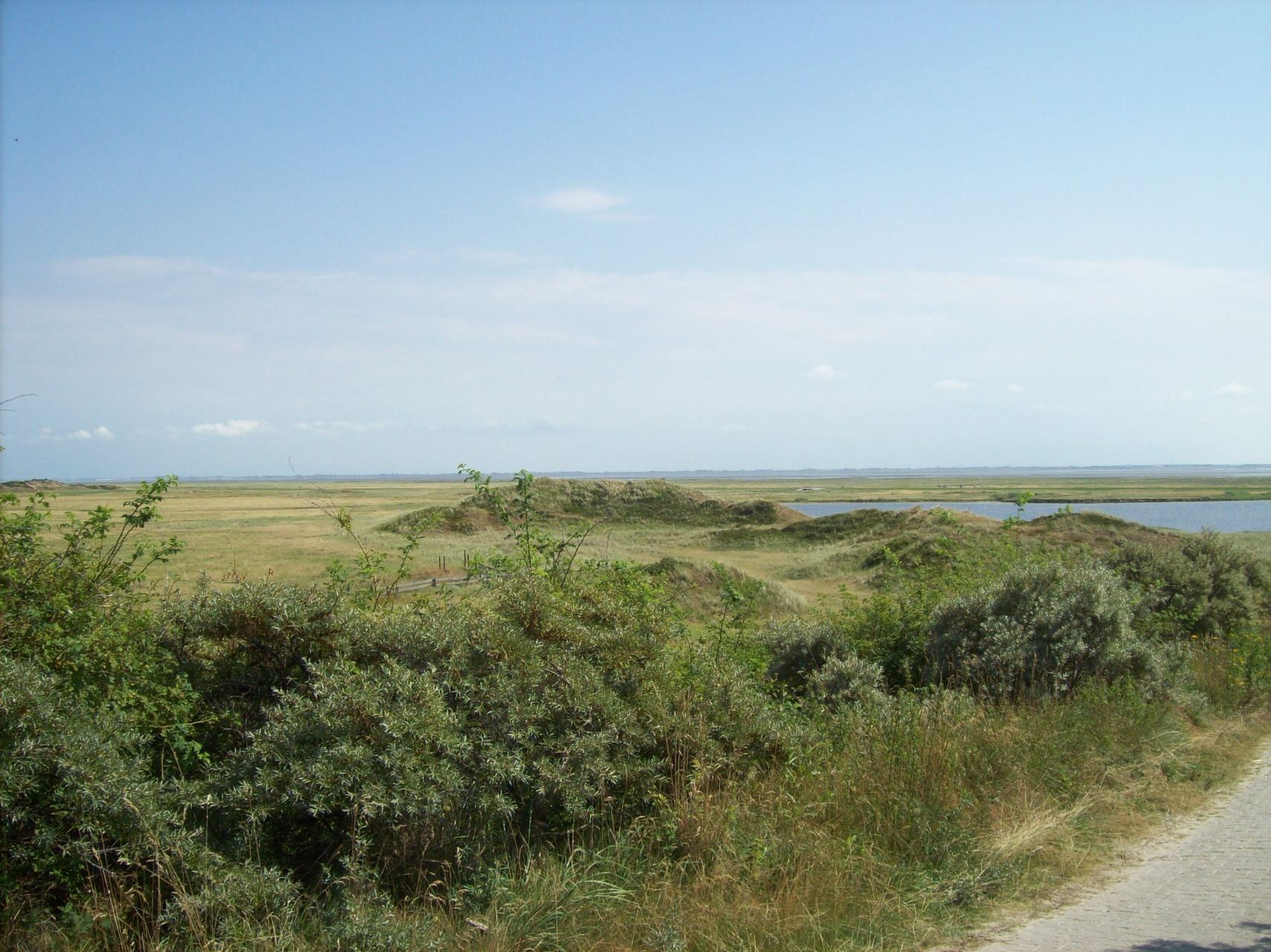
Uferbereich, Juli 2010